# Haplologia
Haplologia é um tipo especial de síncope, que é um dos metaplasmos por supressão de fonemas a que as palavras podem estar sujeitas à medida que uma língua evolui. Neste caso, há a queda da primeira de duas sílabas seguidas iniciadas por um mesmo fonema consonantal.